# Ichiro Ozawa

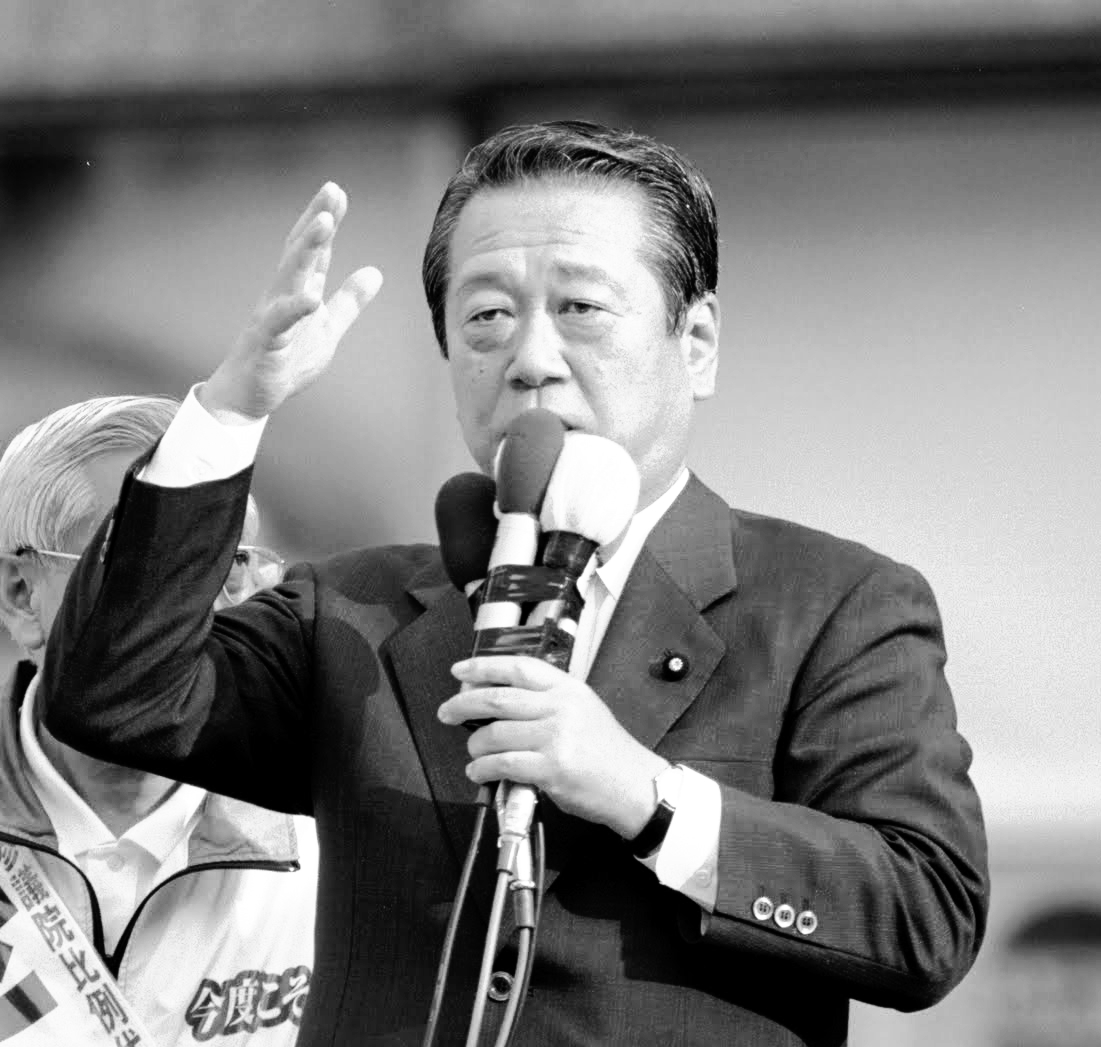
Ichiro Ozawa

Ichiro Ozawa (Japans: 小沢一郎, Ozawa Ichirō) (Mizusawa (het huidige Ōshū), 24 mei 1942) is een Japans politicus. Hij is lid Lagerhuis van Japan. Hij was leider van de Democratische Partij van Japan (DPJ) en oppositieleider in het Lagerhuis van Japan. Vroeger is hij ook leider geweest van de volgende voormalige Japanse politieke partijen: Jiyū-Minshutō, Shinshinto en Jiyū-tō.